# Commission du contrôle budgétaire
La commission du contrôle budgétaire (CONT) est l'une des 22 commissions et sous-commissions du Parlement européen.
Comme son nom le suggère, le CONT est la commission du Parlement européen chargée des questions en rapport avec le budget européen.

## Membres de la commission

### Législature 2004-2009
| Nom              | Position au sein de la commission | Pays     | Groupe politique |
| ---------------- | --------------------------------- | -------- | ---------------- |
| Szabolcs Fazakas | Président                         | Hongrie  | PSE              |
| Nils Lundgren    | Vice-président                    | Suède    | Ind/Dem          |
| Herbert Bösch    | Vice-président                    | Autriche | PSE              |
| Petr Duchon      | Vice-président                    | Tchéquie | PPE-DE           |

### Législature 2009-2014
| Nom                 | Position au sein de la commission | Pays     | Groupe politique |
| ------------------- | --------------------------------- | -------- | ---------------- |
| Luigi de Magistris  | Président                         | Italie   | ADLE             |
| Bart Staes          | Vice-président                    | Belgique | Verts/ALE        |
| Jean-Pierre Audy    | Vice-président                    | France   | PPE              |
| Boguslaw Liberadzki | Vice-président                    | Pologne  | S&D              |
| Tamás Deutsch       | Vice-président                    | Hongrie  | PPE              |

### Législature 2014-2019
| Nom                | Position au sein de la commission | Pays        | Groupe politique |
| ------------------ | --------------------------------- | ----------- | ---------------- |
| Ingeborg Gräßle    | Présidente                        | Allemagne   | PPE              |
| Derek Vaughan      | Vice-président                    | Royaume-Uni | S&D              |
| Indrek Tarand      | Vice-président                    | Estonie     | Verts/ALE        |
| Martina Dlabajová  | Vice-présidente                   | Tchéquie    | ADLE             |
| Cătălin-Sorin Ivan | Vice-président                    | Roumanie    | S&D              |

### Législature 2019-2024
| Nom                 | Position au sein de la commission | Pays      | Groupe politique |
| ------------------- | --------------------------------- | --------- | ---------------- |
| Monika Hohlmeier    | Présidente                        | Allemagne | PPE              |
| Isabel García Muñoz | Vice-présidente                   | Espagne   | S&D              |
| Caterina Chinnici   | Vice-présidente                   | Italie    | S&D              |
| Martina Dlabajová   | Vice-présidente                   | Tchéquie  | RE               |
| Tamás Deutsch       | Vice-président                    | Hongrie   | PPE              |